# Henrich Ramme
Johann Henrich Ludwig Ramme (* 6. August 1802 in Landau; † 6. September 1878 ebenda) war ein deutscher Landwirt, Polizeiinspektor, Bürgermeister und Politiker.

## Leben
Ramme war der Sohn des Kellerwirts Johann Georg Ramme (* 6. April 1763 in Elleringhausen; † 21. Januar 1812 in Landau) und dessen Ehefrau Marie Christine geborene Ritz (* 23. Juli 1773 in Landau; † 11. April 1843 ebenda). Er war evangelisch und heiratete am 36. April 1827 in Landau Elisabeth Viering (* 19. November 1809 in Landau; † 31. Januar 1885 ebenda), die Tochter des Landwirts Johann Conrad Christian Viering und der Christiane Elisabeth geborene Engelhard. Philipp Saure war ein Schwager.
Ramme war Landwirt in Landau. Dort war er auch Polizeiinspektor und 1834 Milizinspektor. Von Herbst 1844 bis Herbst 1846 amtierte er als Bürgermeister der Stadt Landau. Als solcher war er vom 9. November 1844 bis zum 21. September 1846 Mitglied des Landstandes des Fürstentums Waldeck.